# Cymodoce cryptodoma
Cymodoce cryptodoma är en kräftdjursart som beskrevs av Barnard 1920. Cymodoce cryptodoma ingår i släktet Cymodoce och familjen klotkräftor. Inga underarter finns listade i Catalogue of Life.